# Distrito de Zlín
El distrito de Zlín es uno de los cuatro distritos que forman la región de Zlín, República Checa, con una población estimada a principio del año 2018 de 191 661 habitantes. 
Se encuentra ubicado al sureste del país, al este de Praga, cerca de la frontera con Eslovaquia. Su capital es la ciudad de Zlín.

## Localidades con población (año 2018)
- Bělov 316
- Biskupice 696
- Bohuslavice nad Vláří 369
- Bohuslavice u Zlína 776
- Bratřejov 768
- Březnice 1298
- Březová 502
- Březůvky 689
- Brumov-Bylnice 5561
- Dešná 209
- Dobrkovice 256
- Dolní Lhota 646
- Doubravy 560
- Drnovice 414
- Držková 369
- Fryšták 3704
- Halenkovice 1911
- Haluzice 81
- Horní Lhota 588
- Hostišová 513
- Hřivínův Újezd 550
- Hrobice 472
- Hvozdná 1294
- Jasenná 946
- Jestřabí 287
- Kaňovice 287
- Karlovice 244
- Kašava 920
- Kelníky 148
- Komárov 329
- Křekov 190
- Lhota 871
- Lhotsko 271
- Lípa 861
- Lipová 373
- Loučka 490
- Ludkovice 720
- Luhačovice 5061
- Lukov 1750
- Lukoveček 454
- Lutonina 412
- Machová 649
- Mysločovice 632
- Napajedla 7234
- Návojná 729
- Nedašov 1386
- Nedašova Lhota 692
- Neubuz 459
- Oldřichovice 404
- Ostrata 405
- Otrokovice 17 932
- Petrůvka 328
- Podhradí 203
- Podkopná Lhota 332
- Pohořelice 885
- Poteč 784
- Pozlovice 1268
- Provodov 805
- Racková 826
- Rokytnice 587
- Rudimov 253
- Šanov 472
- Šarovy 254
- Sazovice 775
- Sehradice 692
- Slavičín 6537
- Slopné 590
- Slušovice 2988
- Spytihněv 1679
- Štítná nad Vláří-Popov 2188
- Tečovice 1323
- Tichov 322
- Tlumačov 2458
- Trnava 1153
- Ublo 302
- Újezd 1168
- Valašské Klobouky 4955
- Velký Ořechov 751
- Veselá 832
- Vizovice 4789
- Vlachova Lhota 228
- Vlachovice 1468
- Vlčková 405
- Všemina 1135
- Vysoké Pole 841
- Zádveřice-Raková 1451
- Želechovice nad Dřevnicí 1855
- Zlín 74 947
- Žlutava 1154